# Бао Шичень
Бао Шичень (кит. трад. 包世臣, піньїнь: Bāo Shìchén; 1775–1855) — китайський вчений-конфуціанець епохи Цін, ранній теоретик реформ, каліграф.

## Біографія
Походив з родини сільського вчителя провінції Аньхой. Бао Шичень здобув освіту в Нанкіні і в 1790 році удостоївся першого наукового ступеня, проте між 1792-1796 роками був змушений повернутися в село, де займався селянською працею. Далі був запрошений аньхойським губернатором в якості військового радника, паралельно поглиблено займався конфуціанськими штудіями. У 1799-1801 роках служив у Хубеї та Сичуані, допомагаючи у придушенні селянської війни «Білого лотоса». У 1808 році удостоєний другого конфуціанського ступеня цзюйжень, а далі багаторазово брав участь у столичних іспитах і всякий раз невдало. У 1811 році призначений радником генерал-губернатора Цзяннані, і близько 20 років пропрацював у центральних і південних провінціях Китаю. У 1828 році тимчасово залучався до роботи морської митниці в Гуанчжоу; в похилому віці зайняв першу офіційну посаду — магістрату в повіті Сіньюй (Цзянсі), і втратив її через рік. Під час Першої опіумної війни зайняв різко непримиренну позицію до європейців. Помер під час втечі від Тайпинського повстання.
Теоретичні роботи Бао Шіченя, присвячені аграрній кризі, вперше були опубліковані в 1826 році, і неодноразово перевидавалися. Зібрання творів було випущено ним самим в 1846 році, і також продовжує перевидаватися. В основному, він займався економічною теорією і проектами поліпшення сільського господарства в Китаї, а також викорінення корупції. Особливе місце в його спадщині займав велика праця з каліграфії і чжоу шуан цзі (藝舟雙楫, «пара веселих мистецтв», 1848), надалі доповнений Кан Ювеєм і перевиданий в 1889 році. З другої половини XX століття ведеться переосмислення ролі Бао Шіченя в інтелектуальній історії Китаю нового часу і підготовки його суспільства до докорінних змін. Він займав своєрідне становище в китайському традиційному суспільстві та інтелектуальній системі. Єдиний портрет мислителя був виконаний учнем у Сіцзаєм, коли Бао було вже 70 років. Точно не відомі ні дата його народження, ні кончини; більшу частину життя він не мав офіційного статусу і заробляв на життя каліграфічним мистецтвом.

## Видання праць
- Bāo Shìchén quánjí. Xiǎo Juànyóu gé jí. Shuō chǔ : Повне зібрання творів Бао Шіченя. — Héféi: Huángshān shūshè, 1991. — 253 p. — Ориг.: 包世臣全集. 小倦游閣集. 說儲, 合肥, 黄山书社, 1991, 253页. — ISBN 9787805351841.
- Bāo Shìchén. Yìzhōu shuāngjí: 6 Juǎn, fùlù 3 juǎn: Пара веселих мистецтв. — Shànghǎi: Shànghǎi gǔjí chūbǎnshè, 2002. — 771 p. — (Xùxiū sìkù quánshū). — Ориг.: 包世臣《藝舟雙楫: 6卷, 附錄3卷》上海古籍出版社, 2002, 771页, 續修四庫全書.